# Qaracallı (Ucar)
Qaracallı è un comune dell'Azerbaigian situato nel distretto di Ucar. Conta una popolazione di 3 292 abitanti.